# Adalgisa Gabbi
Adalgisa Gabbi   (Parma, 23 de maig de 1857 - Milà, 16 de desembre de 1933) fou una soprano italiana. Després del seu debut el 1875 a Lecco com a Maria a Ruy Blas de Filippo Marchetti, es va fer un nom a l'estranger, actuant a Polònia, Amèrica Llatina i Londres. No va ser fins a finals de la dècada de 1880 que es va establir a Itàlia, actuant a Torí, Nàpols i Milà, on va aparèixer el desembre de 1889 a La Scala com Eva a l'estrena italiana de Els mestres cantaires de Nuremberg de Wagner.

## Biografia
Nascuda a Parma el 23 de maig de 1857, Adalgisa va començar a estudiar veu a Bolonya quan tenia 14 anys. L'octubre de 1872 va ser admesa al Conservatori de Parma, on va estudiar amb Lodovico Spiga i Vincenzo Lombardi. El 1875, es va convertir en alumne de Felice Varesi a Milà, que va organitzar el seu debut aquell any a Lecco com Maria a Ruy Blas de Marchetti.

## Carrera
El 1876, després d'aparèixer a La traviata de Verdi a Cremona, Gabbi es va incorporar a una companyia d'òpera italiana a Polònia, actuant a Varsòvia, Cracòvia i Lemberg, on va tenir tant èxit que es va comprometre durant les dues temporades següents. Va interpretar el paper principal en Aïda de Verdi i Élisabetta en el Don Carlos del mateix compositor, així com el paper principal en Halka de Moniuszko. Després va aparèixer a Niça com Cecilia a Il Guarany d'Antonio Carlos Gomes (1880), a Trento com a Aïda i a Palerm, abans de traslladar-se a Espanya per actuar a València, Saragossa i Santander.
Des del desembre de 1880 fins a l'abril de 1881, va fer aparicions com a convidada a dos teatres de l'Havana, Cuba, en el paper principal de Lucrezia Borgia de Donizetti, obtenint un gran reconeixement tant de la crítica com del públic. El 6 de desembre de 1880, el diari habaner "La Discusión" comentava la seva actuació, elogiant "la seva perfecta entonació, la magistral projecció de la seva veu, el color exquisit del seu cant, la seva escola i sobretot el seu sentiment expressiu". Immediatament després va viatjar a Londres, on va interpretar els papers principals a Il trovatore i Aïda al Her Majesty's Theatre. Va continuar apareixent a Aïda al llarg de 1881 i a principis de 1882, per exemple a Rímini i a Bolonya.
El 1883, es va embarcar en una gira de dos anys per Amèrica Llatina apareixent a Argentina, Perú, Xile, Brasil i Bolívia en una varietat d'òperes com La traviata, La Juive de Fromental Halévy, Lucrezia Borgia, Il trovatore de Verdi i Norma de Bellini. És recordada especialment pel seu èxit al Teatre Colón de Buenos Aires i al Teatre Don Pedro de Rio de Janeiro on va actuar a Aïda, La traviata i Il Guarany. Es va fer tan popular a Sud-amèrica que segons el diari barceloní La Vanguardia (22 d'octubre de 1888), els botiguers oferien als seus clients uns petits retrats preciosos d'ella.
Després d'aparèixer a Bucarest a principis de 1884, va tornar a Itàlia, apareixent a Torí com a Valentine a Les Huguenots de Meyerbeer. Però va ser a partir de 1887 quan va obtenir un ampli reconeixement a Itàlia, en particular l'abril de 1887 a Roma com Desdèmona a lOtello de Verdi, actuant com a substituta de Romilda Pantaleoni. Encara que Verdi va ser una mica crític amb la seva interpretació del paper, la va interpretar amb èxit a altres ciutats italianes, com Venècia, Brescia i Florència. Després va passar els dos anys següents al Teatro di San Carlo de Nàpols, apareixent a Don Carlos, Otello, Faust de Gounod i L'Africaine de Meyerbeer. L'abril de 1889, va aparèixer a l'estrena napolitana de Tannhäuser de Wagner i el 26 de desembre de 1889, a Milà a La Scala, a l'estrena italiana de Els mestres cantaires de Nuremberg de Wagner. En els últims vint anys del segle xix va ser una cantant molt reeixida, tant a Itàlia com a l'estranger. Gabbi es va retirar dels escenaris després d'aparèixer a Trieste el 1900 en el paper principal de Tristany und Isolde de Wagner.
Adalgisa Gabbi va morir a Milà el 16 de desembre de 1933 a l'edat de 76 anys.
Va actuar diverses temporades al Gran Teatre del Liceu de Barcelona. La seva germana Leonilde també va ser una cantant popular.